# Patancheru
Patancheru là một thị trấn thống kê (census town) của quận Medak thuộc bang Andhra Pradesh, Ấn Độ.

## Địa lý
Patancheru có vị trí 17°32′B 78°16′Đ / 17,53°B 78,27°Đ Nó có độ cao trung bình là 522 mét (1712 feet).

## Nhân khẩu
Theo điều tra dân số năm 2001 của Ấn Độ, Patancheru có dân số 40.332 người. Phái nam chiếm 53% tổng số dân và phái nữ chiếm 47%. Patancheru có tỷ lệ 66% biết đọc biết viết, cao hơn tỷ lệ trung bình toàn quốc là 59,5%: tỷ lệ cho phái nam là 73%, và tỷ lệ cho phái nữ là 57%. Tại Patancheru, 14% dân số nhỏ hơn 6 tuổi.